# CD-Audio
CD-Audio, Audio-CD, CD-DA (ang. Compact Disc Digital Audio) – standard cyfrowego zapisu dźwięku na płycie kompaktowej wykorzystujący kodowanie PCM o częstotliwości próbkowania 44,1 kHz i rozdzielczości 16 bitów na próbkę.

## Opis
Płyta CD pozwala na zapis dwóch kanałów (stereo). Muzyka jest podzielona na ścieżki, po których można przeskakiwać bez konieczności przewijania. Jeśli płyta została zapisana w systemie Track-At-Once (TAO) między ścieżkami będzie 2-sekundowa przerwa, można to ominąć nagrywając płytę w systemie Disc-At-Once (DAO).
Dane zapisywane na dysku CD-Audio poddawane są kodowaniu CIRC, służącemu do korekcji błędów, a następnie kodowaniu kanałowemu EFM, zwiększającemu upakowanie danych.
CD-DA zawiera standardowo 74 minuty nagrania podzielonego na maksymalnie 99 części. Przy największym dopuszczalnym zwężeniu rowka (1,497 μm) długość nagrania można zwiększyć do 79 minut i 40 sekund (przy przekroczeniu standardów – nawet do 90 albo 99 minut, przy czym takie płyty powodują dużo problemów z odczytem, szczególnie w starszych odtwarzaczach).

## Historia i znaczenie
Pierwsza płyta kompaktowa pojawiła się na rynku w 1982. Początkowo przewidziana wyłącznie na potrzeby przemysłu fonograficznego. Do roli uniwersalnego nośnika danych dla komputerów przystosowano ją dopiero trzy lata później, w 1985 roku.
Wprowadzenie płyty CD-Audio było znaczącym przełomem w fonografii. W przeciwieństwie do stosowanych wcześniej nośników analogowych, płyta CD-Audio umożliwia zapis i odtworzenie dźwięku w sposób idealnie wierny oryginałowi. Jest to możliwe ponieważ wynikająca z zastosowanej częstotliwość próbkowania częstotliwość Nyquista przewyższa górny pułap pasma częstotliwości słyszalnych przez ludzi. Zakres dynamiki wynoszący ok. 96 dB (który można jeszcze rozszerzyć poprzez użycie techniki ditheringu), pokrywa z zapasem rozpiętości dynamiczne jakie realnie występują w muzyce. Trwałość nagrania wydanego na nośniku CD-Audio, w kontekście wielokrotnego odtwarzania, jest teoretycznie nieograniczona - w przeciwieństwie do wcześniejszych nośników analogowych, które po każdorazowym odtworzeniu degradowały się w mniejszym lub większym stopniu.
W końcu roku 1985 na światowym rynku oferowano 6000 tytułów muzycznych płyt CD, z czego 60% stanowiła muzyka pop. Potentatami w produkcji tych płyt były wytwórnie Polygram (RFN) i JVC. Moc produkcyjna każdej z nich dochodziła do 30 milionów płyt rocznie.
Próby wyparcia CD-Audio przez nowsze i jakoby lepsze standardy takie jak SACD i DVD-Audio zakończyły się niepowodzeniem. Jak wykazały liczne testy odsłuchowe przeprowadzane przez rozmaite zespoły profesjonalistów zajmujących się inżynierią dźwięku, dalsze zwiększanie tak częstotliwości próbkowania jak i liczby bitów na próbkę nie daje żadnej słyszalnej korzyści. W warunkach podwójnie ślepej próby, przy normalnych poziomach głośności, okazało się, że żaden ze słuchaczy nie był w stanie odróżnić odsłuchiwanych próbek.
Zagrożeniem dla dalszej obecności płyt CD-Audio na rynku może być natomiast dystrybucja nagrań przez sklepy internetowe, w postaci niezwiązanych z materialnym nośnikiem plików.

## Czerwona Księga
Wszystkie specyfikacje techniczne dla wszelkich rodzajów płyt kompaktowych są opublikowane w tzw. Tęczowych Księgach. Jest to seria publikacji, gdzie kolorem oznaczono zakres danej specyfikacji. Czerwona Księga opisuje standard CD-Audio.
Pierwsze wydanie Czerwonej Księgi zostało wydane w 1980 roku przez Philips i Sony,
została ona przyjęta przez „Digital Audio Disc Committee” i ratyfikowana jako IEC 60908 (opublikowany w 1987). Drugie wydanie IEC 60908, które unieważnia i zastępuje wydanie pierwsze, pierwszą poprawkę (1992) i sprostowanie do pierwszej poprawki, opublikowano w 1999. Standard nie jest powszechnie dostępny, lecz jest licencjonowany przez firmę Philips.

### Podstawy specyfikacji
1. Długość maksymalna czasu nagrania to 79,8 minut[8]
2. Długość minimalna ścieżki to 4 sekundy (razem z 2 sekundami przerwy)
3. Maksymalna liczba ścieżek to 99
4. Maksymalna liczba pozycji indeksowanych (fragmentów ścieżki) to 99 bez ograniczeń czasowych
5. Powinien być zawarty Międzynarodowy Standardowy Kod Nagrań (ISRC – International Standard Recording Code)

### Szczegóły techniczne
Czerwona Księga określa parametry fizyczne i właściwości płyty kompaktowej, parametry „optycznej” igły, odchylenia i poziomy błędów, modulację danych EFM i metodę korekcji błędów (zmodyfikowane kodowanie korekcyjne Reeda-Solomona, CIRC) oraz 8 podkanałów dla cyfrowych danych.
Określa również format cyfrowych danych dźwiękowych:
- 2 kanały
- kwantyzer równomierny 16-bitowy ze znakiem
- próbkowanie z częstotliwością 44,1 kHz.

Powodem wybrania takiej, a nie innej częstotliwości próbkowania było to, że była ona ówcześnie stosowana do zapisu cyfrowych danych dźwiękowych na taśmach wideo.
Na dźwiękowych płytach kompaktowych można zarejestrować częstotliwości do 22,05 kHz – częstotliwości Nyquista dla sygnału próbkowanego z częstotliwością 44,1 kHz. Przepływność audio wynosi 1 411,2 kbit/s (2 kanały × 44 100 próbek na sekundę na kanał × 16 bitów na próbkę = 1 411 200 bit/s = 1 411,2 kbit/s). Każda próbka jest zakodowana jako 16-bitowa liczba całkowita ze znakiem, co daje zakres od -32768 do +32767.
Na płycie, cyfrowe dane dźwiękowe są zorganizowane w klatkach po 2352 bajty, które są odczytywane z prędkością 75 klatek na sekundę. Faktyczna liczba danych jest jednak większa, gdyż zawiera zwielokrotnienie bitów przez modulację EFM, korekcję błędów (CIRC), podkanały i inne dane, które nie są zazwyczaj udostępniane podczas realizacji odczytu dźwięku. Na początku płyty znajduje się „spis treści” w którym, z rozdzielczością do jednego sektora, zawarta jest lista wszystkich ścieżek na płycie. Stąd wynika, że liczba próbek dźwięku na ścieżce jest wielokrotnością liczby 588.